# ル・モン＝サン＝ミシェル
ル・モン＝サン＝ミシェル（Le Mont-Saint-Michel ）は、フランス、ノルマンディー地域圏、マンシュ県のコミューン。
岩だらけの島の名は聖ミカエル（ミシェル）に捧げられ、現在はモン・サン＝ミシェル修道院が建てられている。

## 概要

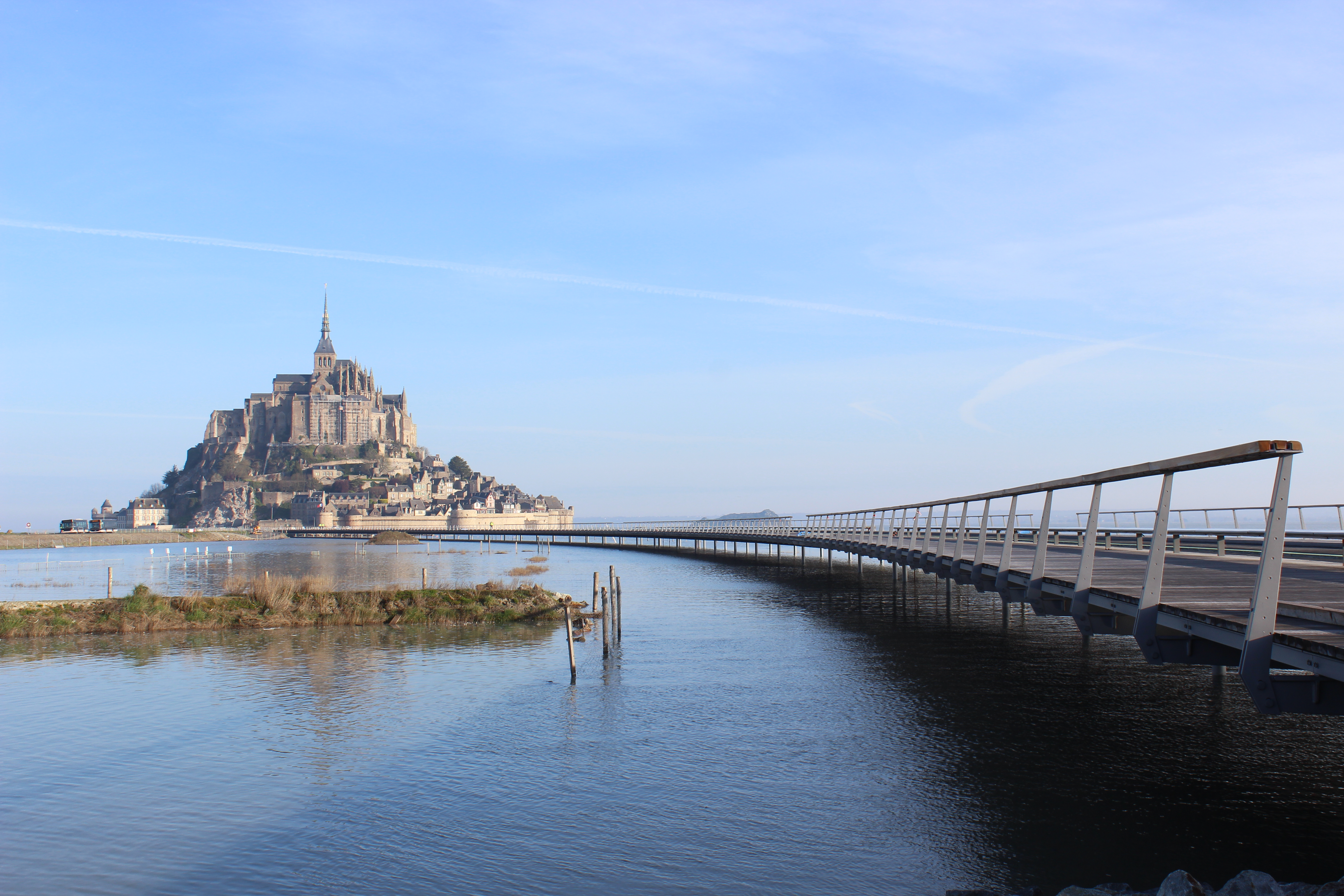
橋が架かったモン・サン＝ミシェル

モン・サン＝ミシェルの歴史的建造物とその湾は、毎年30万人以上の観光客が訪れており、ノルマンディー第一およびフランス第二の観光客を迎える地である（2006年は325万人）。修道院付属教会のてっぺんにたつ聖ミカエル像が海抜170mの位置にあり、最高地点となる。コミューンと湾は1979年よりUNESCO世界遺産に登録されている。
2001年以降、エルサレムの友愛修道会（fr）が修道院に入っており、宗教生活を取り戻した。

## 地理
岩がちな島から離れると、コミューンのエリアは隣のコミューン、ボーヴォワールに隣接した地区、そしてアルドヴォンに隣接した地区とに分けられる。一番大きなのはクエノン川の西で、3つの集落と干拓地で構成されている地区である。西のカゼルヌはホテル街で、モン・サン＝ミシェル島に渡るために通過しなければならないが、一本の道しかつながらないため飛び地のように見える。

### 人口
人口統計
| 1962年 | 1968年 | 1975年 | 1982年 | 1990年 | 1999年 | 2006年 |
| ------ | ------ | ------ | ------ | ------ | ------ | ------ |
| 132    | 105    | 114    | 80     | 72     | 46     | 41     |

参照元:EHESS et Insee · 

## 経済
ル・モン＝サン＝ミシェルはコミューン内で商売を行っている三大家族に属し、彼らがコミューンの行政を継承してきている。観光業はコミューン有数の、そして唯一の収入源である。コミューンは40人あまりの人口でありながら、30万人の観光客を迎える300もの商店、50人の商人がいる。
修道院、城壁、いくつかの建物は国有化され、国立記念物センター（fr）が管理している。現在のル・モン＝サン＝ミシェルの首長、エリック・ヴァニエは「ラ・メール・プーラール」グループ（レストランのみならず商店、ホテル、博物館を所有）の代表である。

## 対外関係

### 姉妹都市･提携都市
姉妹都市
- 廿日市市（日本国 中国地方 広島県）
2009年（平成21年）5月16日 - 厳島神社において両市長立会いのもと調印[10][11]

提携都市
- モンテ・サンタンジェロ（イタリア共和国 プッリャ州 フォッジャ県）
2010年（平成22年）- 姉妹都市提携。